# Смикростигма
Смикростигма (лат. Smicrostigma) — монотипный род суккулентных растений семейства Аизовые (Aizoaceae), подсемейства Ruschioideae, произрастающий на территории Капской провинции Южно-Африканской Республики. На 2023 год включает один вид — Смикростигма зеленая (Smicrostigma viride).

## Название
Родовое латинское (научное) название Smicrostigma происходит от греческого слова smikros, — «маленький», и греческого слова stigma, — «рыльце».
Видовой латинский эпитет viride происходит от латинского слова viridis, — «зеленоватый».

## Ботаническое описание
Суккулентный кустарничек до 50 см высотой, и 60 см в диаметре. С возрастом ветви деревенеют, что является редким случаем для семейства аизовых. Стебли и листья голубовато-зелёные. Листья клиновидные и трехсторонние, парные, сросшиеся у основания. Цветки насыщенно розовые или желтые, верхушечные.

## Распространение и экология
Смикростигма зеленая растет от Вустера в Западно-Капской провинции до Юниондейла (Uniondale) в Восточно-Капской провинции. Он наиболее распространен в Маленьком Кару, в засушливых районах к северу от гор Лангеберх и Утениква. Этот вид встречается в районах, где количество осадков в среднем превышает 200 мм в год. Зимой иногда бывают легкие заморозки, а средняя дневная температура достигает двадцати пяти градусов. Летом дневная температура может достигать 44°C.
Когда его эффектные ярко-фиолетовые цветы расцветают, они больше не закрываются, чтобы привлечь как можно больше опылителей, таких как песчаная оса, жуки и трипсы. Плоды представляют собой узкоспециализированные древесные коробочки, которые открываются при намокании и закрываются при высыхании. Этот уникальный механизм позволяет семенам высвобождаться близко к материнскому растению только тогда, когда условия благоприятны для прорастания и выживания рассады. Известно, что смикростигму не выпасают овцы и не поедают страусы.

## Таксономия
Smicrostigma N.E.Br., первое упоминание в Gard. Chron., ser. 3, 87: 72. 1930.

### Синонимы
- Erepsia subgen. Pleiocarpa L.Bolus

### Виды
Согласно данным сайта WFO Plantlist на июнь 2023 года, род состоит из 1 вида:
- Smicrostigma viride (Haw.) N.E.Br. — Смикростигма зеленая

Один вид находится в статусе подтверждения:
- Smicrostigma warmwaterbergense Klak

## Применение
Растение обладает значительным садоводческим потенциалом. Оно обладает устойчивостью к засухе и характеризуется аккуратным внешним видом с ярко выраженной формой листьев. Не зарегистрировано никаких других применений.